# Ríxevo
Ríxevo (en rus: Рышево) és un poble de l'óblast de Nóvgorod, a Rússia, segons el cens del 2010 tenia 48 habitants.